# ستيفاني كاتر
ستيفاني كاتر (بالإنجليزية: Stephanie Cutter)‏ (و. 1968 – م) هي محامية من الولايات المتحدة الأمريكية . ولدت في تونتون .
وهي عضوة في الحزب الديمقراطي الأمريكي .

## التعليم
تعلمت في Georgetown University Law Center، وSmith College.

## روابط خارجية
- ستيفاني كاتر على موقع IMDb (الإنجليزية)